# Familie (televisieserie)
Familie is een Vlaamse televisieserie van Studio-A die sinds 30 december 1991 wordt uitgezonden op VTM. Daarmee is Familie de langstlopende Belgische soapserie. Met uitzondering van de periode begin juli tot eind augustus is Familie het hele jaar te zien van maandag tot en met vrijdag.
De verhaallijnen spelen zich vooral af in en rond de stad Mechelen, waar de familie Van den Bossche sinds jaar en dag haar familiebedrijf exploiteert. De soap kent een uitgebreide cast, waar Jef De Smedt (Jan Van den Bossche) en Annie Geeraerts (Anna Dierckx) al sinds het begin quasi onafgebroken deel van uitmaken.
Al verschillende malen werd de serie aan een grondige facelift onderworpen. Vaak werden daarbij ook jonge acteurs aan de reeks toegevoegd, zonder aan de basis te raken. Op 26 april 2022 werd de 7000ste aflevering uitgezonden.

## Inhoud

### Wat voorafging
Pierre Van den Bossche en Anna Dierckx zijn ouders van drie kinderen. Hun oudste zoon Guido is een ijverige student die vastberaden is het ooit te maken in de zakenwereld. Zijn jongere broer Jan en zus Rita hebben minder mogelijkheden en voelen zich soms wat achteruitgeschoven, maar dat neemt niet weg dat ze bijzonder fier zijn op hun oudere broer.
Eens hun kinderen stilaan een gezin beginnen te stichten, krijgen Pierre en Anna tweemaal schokkend nieuws: hij is ongeneeslijk ziek en zij is opnieuw zwanger. Nog voor hun dochter Marleen geboren wordt, komt Pierre te overlijden. Dit is een zware klap voor Anna, maar ze besluit zich sterk te houden en in te staan voor de opvoeding van haar dochter.

### Start van de serie
Bij de start van de serie is Marleen reeds een volwassen vrouw geworden, die aan de modeacademie studeert. Anna treurt nog dagelijks om het verlies van haar echtgenoot Pierre, maar nu ze weldra 65 jaar wordt, wil ze zich herpakken en er samen met de familie een feest van maken. Ze is ook bijzonder fier op haar oudste zoon Guido, die intussen zijn eigen elektronicabedrijf VDB Electronics uit de grond heeft gestampt. Hij is getrouwd met de ietwat excentrieke Marie-Rose De Putter en heeft nu twee jongvolwassen kinderen: Peter en Veronique.
Jan is getrouwd met Monique Stevens en heeft ook twee kinderen: Bart en Mieke. Hij kijkt nog steeds erg op naar zijn oudere broer en wordt na zijn ontslag bij een verzekeringsmaatschappij door Guido aangenomen als personeelsdirecteur in het familiebedrijf. Rita heeft zich in de loop der jaren wat ontwikkeld als het zorgenkindje van de familie. Ze is gescheiden van haar eerste echtgenoot na de dood van hun zoontje Paul. Uit een onenightstand heeft ze een tweede zoontje, Pierrot. Nu blijkt ook Pierrot ongeneeslijk ziek. Bovendien kunnen Rita en Marie-Rose elkaar absoluut niet uitstaan, iets wat vaak tot conflicten binnen de familie leidt.

### Verdere ontwikkeling
De tijd blijft niet stilstaan bij de familie Van den Bossche. Marleen krijgt te horen dat ze onvruchtbaar is, maar besluit samen met haar man Ben Van der Venne een kindje te adopteren. Wanneer de familie de komst van de kleine Lovely viert, eindigt het feest abrupt als Marleen voor de deur wordt aangereden en sterft.
Na de dood van haar zoontje Pierrot Van den Bossche  krijgt Rita met een drankverslaving te kampen. Dirk verlaat haar, maar intussen is ze wel opnieuw zwanger van hem. Haar stoppen slaan door en de vete met Marie-Rose bereikt een hoogtepunt wanneer Rita, Marie-Rose en Guido probeert te vermoorden. Rita belandt een tijdje achter de tralies waar haar zoon, die ze opnieuw Pierrot noemt, wordt geboren.
Veronique gaat studeren in het buitenland en ook Peter zegt het leven in België vaarwel. Hij raakt verzeild in een mysterieuze sekte. Wanneer zijn vrienden hem trachten terug te halen, treffen ze Peter en zijn vriendin Willeke samen met de andere sekteleden dood aan. Rond diezelfde tijd gaan Guido en Marie-Rose uit elkaar en vlucht zij met haar minnaar Hugo naar het buitenland. Hun helikopter stort neer en ook Marie-Rose wordt voor dood verklaard.
Na zijn zoveelste slippertje wordt Jan door Monique gedumpt. Jan trouwt met Nele Van Winckel en krijgt nog twee kinderen: Maarten en Leen. Monique begint een relatie met Didier De Kunst, de baas van FAIC, de grootste concurrent van VDB Electronics. In de loop der jaren verandert Didier zonder medeweten van Monique in een psychopaat die verschillende pogingen onderneemt om Guido te vermoorden. Na een van zulke aanslagen belandt Guido in een rolstoel. Uiteindelijk wordt Didier gearresteerd en sterft hij tijdens een ontsnappingspoging.
Peter blijkt nog in leven te zijn en weet uit de klauwen van de sekte te ontsnappen. Guido kan zijn geluk niet op en helpt zijn zoon om van de drugsverslaving die hij in de sekte heeft opgelopen, verlost te raken. Nadien geeft hij hem een belangrijke positie in het familiebedrijf. Sekteleider Salomon zint op wraak en geeft aan zijn handlangers de opdracht om Guido te vermoorden. Hetgeen Didier De Kunst in al die jaren nooit gelukt is, gebeurt nu toch: Guido wordt vermoord tijdens een vakantie op Malta.
Ook de jaren nadien spelen er zich heel wat drama's af binnen de familie. Na haar scheiding van de Italiaanse Giancarlo Parducci, keert Veronique verbitterd terug naar België. Ook Bart en Mieke komen na een lange afwezigheid terug. Na de breuk met Brenda Vermeir trok Bart naar de Verenigde Staten, waar hij een relatie begon met Christel Feremans, maar nadat hij betrokken raakte bij een vliegtuigcrash, keerde hij terug. Mieke moet noodgedwongen haar job in een Braziliaans weeshuis opgeven, wanneer ze het slachtoffer wordt van een tropische ziekte. Haar moeder Monique en diens nieuwe vriend, dokter Guy Maeterlinck, besluiten zich persoonlijk over haar te ontfermen. Door onoplettendheid raakt ook Monique besmet en overlijdt ze. Mieke slaagt erin wel te genezen, maar voelt zich bijzonder schuldig.
Jan is intussen aan zijn derde huwelijk toe, ditmaal met Linda Desmedt. Zij raakt in verwachting van een drieling, maar slechts een van de drie kinderen zal uiteindelijk overleven. Ze besluiten hem Guido te noemen, als eerbetoon aan de overleden broer van Jan. Anna vindt dit een bijzonder mooi gebaar, maar krijgt intussen een zoveelste schok te verwerken, wanneer blijkt dat Pierre tijdens zijn legerdienst in Duitsland een buitenechtelijk kind verwekt heeft. Haar hieruit voortgekomen kleinzoon Bert Van den Bossche wordt door de familie naar België gehaald en gaat later aan de slag bij VDB Electronics, waar Peter intussen aan het roer staat. Maar de grootste verrassing is de terugkeer van Marie-Rose, die klaarblijkelijk haar helikoptercrash overleefde, maar als gevolg van geheugenverlies van de familie was vervreemd.
Peter krijgt het hard te verduren wanneer Xavier Latour, een voormalige werknemer van het bedrijf, hem het leven zuur wil maken. Net als Didier De Kunst, zint Xavier Latour op wraak en zal niets of niemand hem daarbij in de weg staan. Tijdens een van zijn plannetjes vindt Latour een opvallende medestander in Bert, die zich in de loop der jaren ontwikkeld heeft tot een gewiekst zakenman en heimelijk op de positie van Peter aast. Door zijn veranderde persoonlijkheid wordt Bert steeds minder geliefd binnen de familie en wordt hij openlijk verstoten. Na de dood van Latour ontwikkelt Bert zich beetje bij beetje tot de nieuwe vijand van de familie, tot hij na een brandstichting en moord bij VBD Electronics uiteindelijk achter de tralies belandt. Twee jaar later beraamt Bert een plan om te ontsnappen uit de gevangenis, om wraak te nemen op Peter. Na zijn ontsnapping wordt hij echter al snel terug gevat en komt hij opnieuw in de gevangenis terecht.
Jan blijkt als 16-jarige een zoon te hebben verwekt met zijn jeugdliefde Isabelle. Zijn zoon Willem is destijds geadopteerd door een ander gezin. Zijn daaruit voortgekomen kleinzoon Thomas duikt plots op en wil zijn echte familie leren kennen. Wanneer Thomas plots ernstig ziek wordt, blijkt er nog een tweede kleinzoon te zijn: Simon. Hij is de enige die Thomas kan redden met het afstaan van een nier, maar de hulp komt te laat en Thomas sterft, en de drama's houden ook deze keer niet op. Bart komt tijdens een verkeersongeval om het leven. Hannah en Jelle komen er na de dood van hun vader nu helemaal alleen voor te staan, aangezien ook hun moeder Brenda enkele jaren eerder overleden was. Gelukkig kunnen ze rekenen op de hulp van Trudy, met wie Bart sinds kort een relatie had. Later blijkt echter dat Bart zijn dood in scène heeft gezet om te ontsnappen aan een Italiaanse maffiafamilie waarmee hij in aanraking was gekomen.
Het komt intussen, na een zoveelste leugen van June Van Damme tot een breuk tussen haar en Peter. Hierdoor is ze voortaan op wraak belust en niemand zal haar hierin stoppen. Ze start samen met Veronqiue een modebedrijf op, dat echter al snel gefusioneerd wordt met VDB Fashion. Nadien onderneemt ze met behulp van een handlanger een moordpoging op Peter, maar deze mislukt. Als men uiteindelijk Simon verkiest als CEO boven Peter of Veronique is June leep genoeg een contract op te stellen waarin staat dat zij de plaatsvervangende CEO wordt bij afwezigheid van Simon. Ze vergiftigt hem, geeft de opdracht om Veronique te laten verkrachten, ontslaat Hannah en Rudi, dit alles om het bedrijf naar de ondergang te leiden. In een laatste poging haar vel te redden, rijdt ze Mieke omver die in een diepe coma belandt. Ze schuift de schuld in Simons schoenen. Haar daden komen aan het licht en op een avond wordt ze in koelen bloede doodgeschoten door een onbekende dader. Uiteindelijk blijkt dat Cédric, de zoon van Veronique, June vermoord heeft, als wraak omdat ze de opdracht gegeven had om Veronique te laten verkrachten.

### Andere verhaallijnen
De serie spitst zich al sinds de start vaak toe op de beslommeringen binnen het familiebedrijf van de Van den Bossches. Aanvankelijk betrof dit een elektronicabedrijf, maar intussen leidt de familie een holding waarin een confectieketen en enkele broodjeszaken zijn opgenomen. In de loop der jaren zijn ook de professionele activiteiten van andere personages meer en meer in de kijker beland. Patrick heeft een fietsatelier, Jan werkt in het café van Mathias en Peter. 
Zoals wel vaker het geval is bij soaps, kenmerkt de serie zich door een groot aantal huwelijken, sterfgevallen en ingewikkelde relaties en familiebanden. Een ander opmerkelijk en populair verhaal is het eeuwige drankprobleem van Rita.
Vaak drukt de jongere generatie haar stempel op de gebeurtenissen binnen de reeks. De kinderen die in de beginjaren van de serie werden geboren zijn intussen opgegroeid tot volwassenen met elk hun eigen toekomstvisie. Velen onder hen trekken op avontuur in het buitenland, om enige jaren nadien weer vol nieuwe ervaringen hun vertrouwde omgeving te vervoegen.

## Rolverdeling

### Huidige acteurs
| Personage                 | Debuut personage | Acteur               | Debuut acteur          |
| ------------------------- | ---------------- | -------------------- | ---------------------- |
| Anna Dierckx              | 1991             | Annie Geeraerts      | 1991 (aflevering 1)    |
| Jan Van den Bossche       | 1991             | Jef De Smedt         | 1991 (aflevering 1)    |
| Mieke Van den Bossche     | 1991             | Caroline Maes        | 2002 (aflevering 2324) |
| Veronique Van den Bossche | 1991             | Sandrine André       | 2012 (aflevering 4921) |
| Albert Thielens           | 1992             | Ray Verhaeghe        | 1992 (aflevering 112)  |
| Hannah Van den Bossche    | 1998             | Margot Hallemans     | 2006 (aflevering 3378) |
| Cédric Moelaert           | 2005             | Yanni Bourguignon    | 2017 (aflevering 6059) |
| Louise Van den Bossche    | 2005             | Tine Roggeman        | 2025 (aflevering 7698) |
| Jelle Van den Bossche     | 2006             | Maarten Cop          | 2021 (aflevering 6827) |
| Mathias Moelaert          | 2008             | Peter Bulckaen       | 2008 (aflevering 3831) |
| Niko Schuurmans           | 2009             | Jo Hens              | 2009 (aflevering 4004) |
| Benny Coppens             | 2012             | Roel Vanderstukken   | 2012 (aflevering 4932) |
| Stefanie Coppens          | 2012             | Jasmijn Van Hoof     | 2012 (aflevering 4943) |
| Rudi Verbiest             | 2013             | Werner De Smedt      | 2013 (aflevering 5004) |
| Lars De Wulf              | 2016             | Kürt Rogiers         | 2016 (aflevering 5774) |
| Alfons Coppens            | 2016             | Jaak Van Assche      | 2016 (aflevering 5799) |
| Brigitte De Wulf          | 2017             | Anke Helsen          | 2024 (aflevering 7569) |
| Vanessa Mariën            | 2020             | Karen Damen          | 2020 (aflevering 6554) |
| Emiel Bauwens             | 2021             | Jelle Palmaerts      | 2021 (aflevering 6835) |
| Samira Jibrell            | 2021             | Belinda Voorspoels   | 2021 (aflevering 6902) |
| Jamila El Moussaoui       | 2022             | Jools Jatta Janssens | 2022 (aflevering 6962) |
| Ilja El Moussaoui         | 2022             | Senne Meynendonckx   | 2022 (aflevering 6965) |
| Brahim Jibrell            | 2022             | Amine Boujouh        | 2022 (aflevering 6965) |
| Yoko Daniëls              | 2022             | Cyra Gwynth          | 2022 (aflevering 7109) |

| Personage     | Debuut personage | Acteur          | Debuut acteur          |
| ------------- | ---------------- | --------------- | ---------------------- |
| Linus Vanaken | 2024             | Bill Barberis   | 2024 (aflevering 7355) |
| Rube Verdonck | 2025             | Bjarne Devolder | 2025 (aflevering 7583) |

| Personage              | Debuut personage | Acteur           | Debuut acteur          |
| ---------------------- | ---------------- | ---------------- | ---------------------- |
| Quinten Godderis       | 2015             | Maxime De Winne  | 2015 (aflevering 5535) |
| Gaston Van den Bossche | 2020             | Diverse kinderen | 2020 (aflevering 6609) |
| Victor Van den Bossche | 2021             | Diverse kinderen | 2021 (aflevering 6918) |
| Ayana                  | 2022             | Viola Furleo     | 2022 (aflevering 6958) |
| Marcel Lodewijks       | 2024             | Hugo Sigal       | 2024 (aflevering 7537) |
| Ward Raes              | 2025             | Mathias Mesmans  | 2025 (aflevering 7610) |
| Sylvia Verdonck        | 2025             | Sofie Decleir    | 2025 (aflevering 7672) |
| Kiki Mariën            | 2025             | Nathalie Meskens | 2025 (aflevering 7685) |

### Oorspronkelijke acteurs
| Acteur                | Personage                  | Opmerkingen |
| --------------------- | -------------------------- | --- |
| Karel Deruwe          | † Guido Van den Bossche    | Verdween in 1999 (aflevering 1767) uit de reeks                                                                                               |
| Martine Jonckheere    | † Marie-Rose De Putter     | Verdween in 2022 (aflevering 6974) uit de reeks                                                                                               |
| Erik Goossens         | † Peter Van den Bossche    | Verdween in 1995 (aflevering 833) en werd nadien vervangen door een andere acteur. Personage verdween in 2022 (aflevering 6975) uit de reeks. |
| Anne Somers           | Veronique Van den Bossche  | Verdween in 2012 (aflevering 4920) en werd nadien vervangen door een andere actrice                                                           |
| Jef De Smedt          | Jan Van den Bossche        | |
| Riet Van Gool         | † Monique Stevens          | Verdween in 2002 (aflevering 2416) uit de reeks                                                                                               |
| Lotte Mariën          | Mieke Van den Bossche      | Verdween in 2000 en werd nadien vervangen door een andere actrice                                                                             |
| Christophe Du Jardin  | Bart Van den Bossche       | Verdween in 1997 (aflevering 1083) en werd nadien vervangen door andere acteurs                                                               |
| Jacky Lafon           | Rita Van den Bossche       | Verdween in 2015 (aflevering 5457) uit de reeks                                                                                               |
| Steve Mees            | † Pierrot Van den Bossche  | Verdween in 1992 (aflevering 110) uit de reeks                                                                                                |
| Annie Geeraerts       | Anna Dierckx               | |
| † Guido Horckmans     | † Walter Dierckx           | Verdween in 2006 (aflevering 3374) uit de reeks                                                                                               |
| Hilde De Roeck        | † Marleen Van den Bossche  | Verdween in 1993 (aflevering 290) uit de reeks                                                                                                |
| † Bob Stijnen         | † François Van den Bossche | Verdween in 1996 (aflevering 1058) uit de reeks                                                                                               |
| † Nini Van der Auwera | † Simonne Vercauteren      | Verdween in 1994 (aflevering 544) uit de reeks                                                                                                |

### Recasts
Door de jaren heen zijn een aantal personages reeds door twee of meer acteurs vertolkt, wat al vaak tot kritiek bij het publiek heeft geleid. De bekendste personages die een nieuw gezicht kregen zijn Peter (Erik Goossens → Gunther Levi), Mieke (Lotte Mariën → Caroline Maes) en Bart Van den Bossche (Christophe Du Jardin → Wim Van de Velde → Chris Van Tongelen).
Meestal wordt een personage enkel gerecast wanneer het personage voor langere tijd buiten beeld is geweest of wanneer er een tijdsprong wordt gemaakt. Voorbeelden voor het laatste geval zijn Maarten (Gianni Verschueren → Michael Vroemans), Leen (Saskia Raë → Ruth Bastiaensen → Cathérine Kools)   en Pierrot Van den Bossche (Kristof Van De Vondel → Guillaume Devos).
Atypisch in het rijtje is het personage Brenda Vermeir, dat van de ene dag op de andere van de gedaante van Vicky Versavel naar die van Chadia Cambie ging. Versavel was in die periode plots zwaar ziek geworden, maar de makers hadden besloten haar personage op deze manier (tijdelijk) in de reeks te houden, in afwachting van haar mogelijke terugkeer. Ongeveer een jaar later werd Vicky Versavel weer gezond verklaard en nam ze de rol van Brenda opnieuw over van Chadia Cambie. Ook met het personage Evy Hermans werd in 2013 hetzelfde gedaan. Sofie Truyen moest vanwege een ziekte verplichte rust nemen, Marianne Devriese nam haar rol over. Hier keerde de oorspronkelijke actrice echter wel niet terug. In 2017 kreeg ook het personage Benny Coppens plots een nieuw gezicht: Govert Deploige nam tijdelijk de rol over van Roel Vanderstukken die een zware hartoperatie moest ondergaan en een tijdlang moest revalideren. Eind 2024 nam Janine Bischops een tijdelijke pauze en neemt Anke Helsen de rol van Brigitte De Wulf over, later werd duidelijk dat Helsen de rol volledig overneemt.
Een recast van het personage Bert Van den Bossche in februari 2024 maakte dan weer juist helemaal deel uit van de verhaallijn. Bert had plastische chirurgie ondergaan en had - letterlijk - een nieuw gezicht gekregen. Jan Sobrie nam de rol over van Steven De Lelie en het personage had de naam Joris Nuyens aangenomen. Steven De Lelie dook nadien echter ook nog wel een paar keer op als hallucinatie.
Een compleet overzicht van de wissels:
| Personage                 | Acteur 1                                | Acteur 2                                            | Acteur 3                          | Acteur 4                     | Acteur 5                        |
| ------------------------- | --------------------------------------- | --------------------------------------------------- | --------------------------------- | ---------------------------- | ------------------------------- |
| Bart Van den Bossche      | Christophe Du Jardin (1991-1997)        | Wim Van de Velde (1997-2000)                        | Chris Van Tongelen (2001-)        |                              |                                 |
| Benny Coppens             | Roel Vanderstukken (2012-2017)          | Govert Deploige (2017-2018)                         | Roel Vanderstukken (2018-)        |                              |                                 |
| Bert Van den Bossche      | Mout Uyttersprot (2002-2004)            | Steven De Lelie (2006-2011, 2013, 2015, 2024, 2025) | Jan Sobrie (2024-2025)            |                              |                                 |
| Brenda Vermeir            | Vicky Versavel (1997-2001)              | Chadia Cambie (2001-2002)                           | Vicky Versavel (2002-2011)        |                              |                                 |
| Brigitte De Wulf          | Janine Bischops (2017, 2018, 2019-2024) | Anke Helsen (2024-)                                 |                                   |                              |                                 |
| Carine Wattez             | Paulette Daelemans (1996)               | Gudi Raymaekers (2002-2003)                         |                                   |                              |                                 |
| Cédric Van de Caveye      | Aldo Vandervorst (2006-2008)            | Bo Bogaerts (2008-2011)                             | Bas Van Weert (2013-2017)         | Yanni Bourguignon (2017-)    |                                 |
| Dirk Cockelaere           | Marc De Coninck (1991-1994)             | Steph Baeyens (2001)                                | Hans De Munter (2010-2014)        |                              |                                 |
| Evy Hermans               | Sofie Truyen (2006-2013)                | Marianne Devriese (2013-2018)                       |                                   |                              |                                 |
| Guido II Van den Bossche  | Xander Willems (2005-2006)              | Lennert Mets (2006-2010)                            | Jordi Rottier (2010-2015)         | Jelle Florizoone (2015-2016) | Vincent Banić (2016-2022, 2024) |
| Hannah Van den Bossche    | Sofie Scheers (1998-2006)               | Margot Hallemans (2006-2009)                        | Ellen Van den Eynde (2009-2012)   | Margot Hallemans (2013-)     |                                 |
| Jelle Van den Bossche     | Jens Gruyaert (2006-2017)               | Felix Jamaels (2018-2019)                           | Maarten Cop (2021-)               |                              |                                 |
| Leen Van den Bossche      | Saskia Raë (1997-2006)                  | Ruth Bastiaensen (2006-2011)                        | Cathérine Kools (2013-2018, 2024) |                              |                                 |
| Louise Van den Bossche    | Shari Vingerhoed (2005-2006)            | Sarah-Lynn Clerckx (2006-2018)                      | Charlotte Sieben (2021-2025)      | Tine Roggeman (2025-)        |                                 |
| Maarten Van den Bossche   | Gianni Verschueren (1997-2006)          | Michael Vroemans (2006-2015, 2018, 2024)            |                                   |                              |                                 |
| Mieke Van den Bossche     | Lotte Mariën (1991-2000)                | Caroline Maes (2002-)                               |                                   |                              |                                 |
| Peter Van den Bossche     | Erik Goossens (1991-1995)               | Gunther Levi (1999-2022)                            |                                   |                              |                                 |
| Pierrot Van den Bossche   | Kristof Van De Vondel (1997-2006)       | Guillaume Devos (2006-2012, 2014)                   |                                   |                              |                                 |
| Sarah De Kunst            | Debbie Schneider (1994-1995)            | Els Meeus (2000-2003)                               |                                   |                              |                                 |
| Veronique Van den Bossche | Anne Somers (1991-1994)                 | Ann-Christine Hendrickx (1996-2001)                 | Anne Somers (2001-2012)           | Sandrine André (2012-)       |                                 |
| Xavier Latour             | Guy Van Sande (1992)                    | Eric Kerremans (2003-2009)                          |                                   |                              |                                 |

### Cameo's
Toenmalig Miss België Véronique De Kock vertolkte enkele seizoenen de rol van secretaresse Jolien Stijnen. Daarnaast zijn er tientallen mediafiguren die ooit een beperkt gastoptreden in de soap maakten, meestal ter gelegenheid van een feestelijke aflevering.
Vaak speelden deze personen gewoon zichzelf, maar sommigen namen een andere rol op zich. Voorbeelden zijn Kelly Pfaff en weerman Eddy De Mey als hotelmedewerkers, komieken Jan Van Dyke en Luc Caals als klusjesmannen en judoka's Ingrid Berghmans en Harry Van Barneveld als leden van een dievenbende.
Een overzicht van de cameo's:
- Luk Alloo
- Brahim Attaeb
- Frans Bauer
- Ingrid Berghmans
- Wendy Bosmans
- Davy Brocatus
- Luc Caals
- Stijn Coninx
- Herman De Croo
- Eddy De Mey
- Nina Derwael
- Tanja Dexters
- Vincent Fierens
- Sam Gooris
- Garry Hagger
- Alexander Hendrickx
- Piet Huysentruyt
- Johnny Logan
- Helmut Lotti
- Laura Lynn
- Linda Mertens
- Inge Moerenhout
- Pascale Naessens
- Filip Naudts
- Günther Neefs
- Laura Omloop
- Regi Penxten
- Jean-Marie Pfaff
- Kelly Pfaff
- Eddy Planckaert
- Christa Planckaert
- Francesco Planckaert
- Alexandra Potvin
- Tonya Schamp
- Showbizz Bart
- Sien De Clerck & Maria Mariën
- Willy Sommers
- Els Tibau
- Harry Van Barneveld
- Bart Van den Bossche
- Julie Van den Steen
- Jan Van Dyke
- Lucien Van Impe
- Nicky Vankets
- Wendy Van Wanten
- Eddy Wally

## Locaties
Het verhaal speelt zich voornamelijk af in en rond de stad Mechelen, waarnaar bij momenten in de serie duidelijk verwezen wordt. Ook vrijwel alle buitenopnames vinden plaats in of rond deze stad. Om praktische redenen wordt echter soms uitgeweken naar andere gemeenten of steden.
De binnenopnames werden meer dan 25 jaar lang opgenomen bij Studio-A in Boortmeerbeek. In 2018 verhuisden alle decors naar de AED Studios te Lint. Daar werden twee studio’s met een oppervlakte van 2400 m² vrijgemaakt voor de opnames.
In de AED Studios staan volgende sets opgebouwd:

### Woningen
Appartement van Jan
Jan en Yoko wonen op een appartement boven het café van Mathias.
Huis van Benny
Benny, Alfons, Samira, Brahim, Ilja en Emiel wonen hier. 
Huis van Mathias en Vanessa
Mathias, Vanessa, Victor wonen hier.
Brouwerijwoning van Niko, Mieke, Rudi en Zjef
Niko, Hanne, Rudi en Rube wonen hier. 
Loft van Lars
De loft is gelegen in hetzelfde gebouw als Wolff & Bos. Lars en Stefanie wonen hier.
Appartement van Hannah
Cédric, Mieke en Veronique wonen hier. Linus logeert hier vaak.
Studentenhuis
Louise, Jelle en Jamila wonen hier. Victor logeert hier vaak.

### Bedrijven
Wolff & Bos (voorheen VDB Fashion)
Hoofdkantoor met een directiebureau voor Lars, een bureau voor Brigitte, enkele kantooreilanden en een onthaaldesk. Rube, Cédric, Louise en Veronique werken hier. In het mode-atelier werkt hoofdontwerper Rudi, samen met Samira en stagiair Aiden. Brigitte, Veronique, Lars, Cédric en Raven zijn aandeelhouders.
Foodbar
Broodjeszaak en conceptstore waar Yoko werkt en eigenares van is. Jamila werkt hier als jobstudente.
Jan & Alleman
Café van Mathias, tevens de stamkroeg van de familie Van den Bossche. Boven het café bevindt zich het appartement van Jan. Jan werkt hier als barman.
CoBrew
Hoofdkantoor met enkele kantooreilanden. Mathias, Vanessa en Mieke werken hier. Niko is hier werkzaam als brouwer.

## Afleveringen

### Overzicht
Onderstaande tabel toont de uitgezonden afleveringen.
| Seizoen | Uitzenddata                      | Afleveringen- nummers | Aantal afleveringen |
| ------- | -------------------------------- | --------------------- | ------------------- |
| 1       | 30 december 1991 – 29 mei 1992   | 1 – 110               | 110                 |
| 2       | 31 augustus 1992 – 8 mei 1993    | 111 – 290             | 180                 |
| 3       | 30 augustus 1993 – 28 mei 1994   | 291 – 507             | 217                 |
| 4       | 5 september 1994 – 27 mei 1995   | 508 – 735             | 228                 |
| 5       | 28 augustus 1995 – 1 juni 1996   | 736 – 975             | 240                 |
| 6       | 2 september 1996 – 30 mei 1997   | 976 – 1208            | 233                 |
| 7       | 1 september 1997 – 30 mei 1998   | 1209 – 1442           | 234                 |
| 8       | 31 augustus 1998 – 29 mei 1999   | 1443 – 1676           | 234                 |
| 9       | 30 augustus 1999 – 6 juni 2000   | 1677 – 1918           | 242                 |
| 10      | 28 augustus 2000 – 29 juni 2001  | 1919 – 2182           | 264                 |
| 11      | 3 september 2001 – 28 juni 2002  | 2183 – 2422           | 240                 |
| 12      | 2 september 2002 – 27 juni 2003  | 2423 – 2637           | 215                 |
| 13      | 1 september 2003 – 27 juni 2004  | 2638 – 2853           | 216                 |
| 14      | 30 augustus 2004 – 26 juni 2005  | 2854 – 3112           | 259                 |
| 15      | 29 augustus 2005 – 30 juni 2006  | 3113 – 3375           | 263                 |
| 16      | 4 september 2006 – 29 juni 2007  | 3376 – 3632           | 257                 |
| 17      | 3 september 2007 – 27 juni 2008  | 3633 – 3889           | 257                 |
| 18      | 1 september 2008 – 26 juni 2009  | 3890 – 4146           | 257                 |
| 19      | 31 augustus 2009 – 25 juni 2010  | 4147 – 4403           | 257                 |
| 20      | 30 augustus 2010 – 24 juni 2011  | 4404 – 4660           | 257                 |
| 21      | 22 augustus 2011 – 29 juni 2012  | 4661 – 4885           | 225                 |
| 22      | 27 augustus 2012 – 28 juni 2013  | 4886 – 5105           | 220                 |
| 23      | 26 augustus 2013 – 27 juni 2014  | 5106 – 5325           | 220                 |
| 24      | 25 augustus 2014 – 26 juni 2015  | 5326 – 5545           | 220                 |
| 25      | 24 augustus 2015 – 29 juni 2016  | 5546 – 5768           | 223                 |
| 26      | 29 augustus 2016 – 30 juni 2017  | 5769 – 5988           | 220                 |
| 27      | 28 augustus 2017 – 29 juni 2018  | 5989 – 6208           | 220                 |
| 28      | 27 augustus 2018 – 28 juni 2019  | 6209 – 6428           | 220                 |
| 29      | 26 augustus 2019 – 24 april 2020 | 6429 – 6603           | 175                 |
| 30      | 24 augustus 2020 – 25 juni 2021  | 6604 – 6823           | 220                 |
| 31      | 23 augustus 2021 – 24 juni 2022  | 6824 – 7043           | 220                 |
| 32      | 29 augustus 2022 - 23 juni 2023  | 7044 - 7258           | 215                 |
| 33      | 28 augustus 2023 - 28 juni 2024  | 7259 - 7477           | 219                 |
| 34      | 26 augustus 2024 - 27 juni 2025  | 7478 - 7697           | 220                 |
| 35      | 25 augustus 2025 - juni 2026     | 7698 - 7917           | 220                 |

De eerste seizoenen werden nog onderbroken door een korte winterstop. Na de winterstop van seizoen 2 werd Familie voor het eerst ook op zaterdag uitgezonden. Het 29ste seizoen stopte al op 24 april 2020 door de wereldwijde Coronapandemie. Dit seizoen telt na het eerste seizoen het minst aantal afleveringen.

### Speciale afleveringen
De 500ste aflevering werd uitgezonden op vrijdag 20 mei 1994 en werd gevierd met een volksfeest in de Neckerhal in Mechelen in het bijzijn van alle acteurs en 1000 fans. Bieke Illegems, Babette in de serie, was die avond de gastvrouw en om 20u werd de 500ste aflevering vertoond op een gigantisch scherm, gevolgd door optredens van enkele acteurs.
De 1000ste aflevering, uitgezonden op 30 september 1996, werd gevierd met een dubbelaflevering. Tijdens deze aflevering werd 1000 dagen VDB Systems gevierd met een opendeurdag.
Tevens werd het jubileumjaar van de 1000ste aflevering gevierd met een sprong van 7 jaar enkele maanden na de 1000ste aflevering en tijdens de zomer van 1996 met het spel "Ken je Familie?!", gepresenteerd door o.a. Dieter Troubleyn en Bieke Ilegems. In het quizprogramma bezochten de acteurs de kijkers thuis voor een quiz aan de voordeur. De te winnen prijs was 4 tickets voor een reis naar Malta. Uit 80000 inschrijvingen werden in totaal 500 mensen geselecteerd om in het najaar van 1996 samen met de productie gedurende 4 dagen de 1000ste aflevering in Malta te vieren.
De 2000ste aflevering speelde zich af in en rond het Hilton in Antwerpen. In deze aflevering krijgt Guido Van Den Bossche postuum de World Electronics Award 2000 toegewezen.
De 3000ste aflevering draaide rond de bevallingen van Trudy, Els en Veronique. Trudy bijt de spits af en krijgt een dochtertje, Louise. Els bevalt onverwachts op het toilet van Dieuwke. Veronique die als eerste wou bevallen, bevalt uiteindelijk als laatste van Cédric.
De 4000ste aflevering kreeg de titel 'De Reünie' mee en draait rond de verjaardag van Anna. Hiervoor is de hele familie afgereisd naar de Franse Alpen. In deze aflevering werd het gezin van Liesbeth, de dochter van Albert voorgesteld.
De 5000ste aflevering gaat vooral over het huwelijksfeest van Marie-Rose en Mathias.
De 6000ste aflevering werd niet echt gevierd op het scherm.
De 7000ste aflevering werd ook niet gevierd op het scherm. Tijdens de aflevering werd er wel een paar keer het getal "7000" vermeld.
Ook bij jubileums heeft Familie speciale dingen gedaan. Ter gelegenheid van 10 jaar Familie werd de kijker getrakteerd op een dubbelaflevering naar aanleiding van de 80ste verjaardag van Anna. 5 jaar later bij de 15de verjaardag maakte heel wat bv's een entree, deze aflevering was ook extra-lang. Tijdens 20 jaar Familie werd de VDB-Holding plechtig geopend en ten slotte om 25 jaar Familie te vieren werd de eerste midseizoensfinale op de kijker afgevuurd, dit wordt nog elk jaar gedaan. Familie vierde haar 30ste verjaardag met een dubbelaflevering waarin het huwelijk van Veronique en Lars centraal stond. Ook de 95ste verjaardag van stammoeder Anna werd gevierd.

### Seizoensfinales
Ieder seizoen wordt afgesloten met een extra dramatische finale, die meestal zorgt voor een of meerdere cliffhangers voor de zomerstop. Een seizoensfinale duurt doorgaans dubbel zo lang als een gewone aflevering. De ontknoping wordt uitgezonden aan het begin van het volgende seizoen.
Seizoen 1
Een feestje bij Peter loopt stevig uit de hand. Birgit beschuldigt Peter van verkrachting. Peter wordt gearresteerd en moet zich voor de rechter verantwoorden. Veronique, Guido en Marie-Rose krijgen in Luxemburg een zwaar auto-ongeluk.
Seizoen 2
De hele familie is samen om de komst van Lovely, het adoptiekindje van Ben en Marleen, te vieren. Wanneer Marleen nog snel om een boodschap gaat, wordt ze op straat aangereden.
Seizoen 3
Peter en Guido rijden met hun auto langs het kanaal, wanneer ze plots door een sluipschutter worden beschoten en in het water belanden. Peter komt klem te zitten en dreigt te verdrinken.
Seizoen 4
Peter is verzeild geraakt in een sekte. Wanneer het bericht komt dat de leden collectief zelfmoord pleegden, reist Guido naar Spanje in de hoop hem terug te vinden.
Seizoen 5
Rita is alweer een tijdje op vrije voeten, maar het zint haar niet dat haar zoontje Pierrot werd toegewezen aan Herman en Ingrid. Samen met haar vriendin Micheline ontvoert ze hem. Maar dan krijgen ze onverwacht politiecontrole.
Seizoen 6
Guido en Els vieren hun trouwfeest in een chic hotel, waar op dat moment ook een politieke delegatie verblijft. Een terroristische groepering gijzelt hen en plaatst een tijdbom, terwijl de hele familie nog gevangen zit, ontploft het hele gebouw.
Seizoen 7
Guido en Els vieren hun uitgestelde huwelijksreis op een jacht in het zuiden. Terwijl Els even in zee duikt, klimt Didier plots aan boord van het schip. Er valt een schot.
Seizoen 8
De school van Maarten, Leen, Pierrot en Enrique is op zeeklassen in Oostduinkerke, wanneer zijzelf, hun klasgenootjes en de kookouders slachtoffer worden van een ernstige voedselvergiftiging. Er zijn al verschillende doden, maar het is onbekend wie.
Seizoen 9
Peter, Veronique, Jan en Rita gaan in op een mysterieuze uitnodiging en begeven zich naar een afgelegen kasteel. De zogenaamde gastheer wil hen een voor een uitschakelen. Er ontstaan gevechten op leven en dood.
Seizoen 10
Peter, Koen en Brenda reizen naar Amerika, waar Bart na een vliegtuigcrash in het ziekenhuis belandde. Op de terugweg naar huis dreigt een wagen in volle vaart op Bart in te rijden.
Seizoen 11
Jo en Els trouwen en vertrekken even later al meteen op huwelijksreis. Plots worden ze het slachtoffer van een brutale vliegtuigkaping. Ze dreigen het koppel te vermoorden
Seizoen 12
Trudy wordt ontvoerd door Xavier Latour. Sarah en Thomas willen samen met haar vluchten. Latour laat Peter weten dat ze aan boord zijn van een chartervlucht. Peter probeert met een helikopter te verhinderen dat het vliegtuig kan opstijgen maar dan loopt het mis. Voor zijn ogen stort het vliegtuigje met Sarah, Thomas en Trudy aan boord neer
Seizoen 13
Peter en Trudy hebben de hele familie uitgenodigd voor hun huwelijksfeest op Malta. Wanneer ze zich mengen in de plaatselijke folklore wordt Peter neergestoken. Hij stuikt in elkaar.
Seizoen 14
De stoppen van Annemarie slaan door. Ze tracht Guy te vermoorden. Nadat de familie tijdens een tuinfeest in paniek aan een wolkbreuk tracht te ontkomen, blijkt Veroniques zoontje Cédric vermist.
Seizoen 15
De familie is afgereisd naar Kroatië voor het huwelijk van Mario en Veronique. Veronique is in alle staten wanneer Mario na een woordenwisseling niet meer komt opdagen.
Seizoen 16
Vermomd als zakenman Graham Boardman heeft Xavier Latour het familiebedrijf naar de ondergang geleid. De hele familie dreigt meegesleurd te worden in het drama. Bovendien heeft hij Joe Bonduono vermoord. 
Seizoen 17
Bart ontdekt dat Brenda door zijn minnares Nel is ontvoerd en wordt nu ook opgesloten, waarna Nel het gebouw in brand steekt. Trudy biecht haar affaire met Mario op aan Peter. Tijdens een weekend in de Ardennen komt Veerle ernstig ten val in een grot ze dreigt zelfs te verdrinken.
Seizoen 18
Xavier Latour heeft Trudy en Louise laten ontvoeren. Handlangers Christel en Sébastien krijgen berouw en willen hen helpen ontsnappen. Uiteindelijk volgt de confrontatie met Peter en het ultieme gevecht op leven en dood.
Seizoen 19
Marie-Rose blijft zich verzetten tegen het huwelijk van Peter en June. Op de grote dag dreigt ze ermee hem niet langer als zoon te beschouwen indien hij zijn jawoord geeft. Op het moment van de waarheid verschijnt er een blik van twijfel in de ogen van Peter.
Seizoen 20
De ontslagen Bert zint op wraak en sluit het kaderpersoneel van VDB Electronics op in het kantoor, waarna hij brand sticht. Terwijl Marie-Rose, Veronique en Gerda nog een ontsnappingspoging ondernemen, blijven Bart, Peter en June achter in de brand.
Seizoen 21
Mieke wordt ontvoerd. Op een teambuildingsweekend in de Ardennen komt het tot een confrontatie tussen liefdesrivalen Marie-Rose en Caroline. Tijdens een gevecht op leven en dood vallen ze samen in een ravijn.
Seizoen 22
Leen staat op het punt om te bevallen, maar het door Mathias georganiseerde buurtfeest zorgt voor onoverkomelijke verkeersproblemen. Mathias zelf krijgt het aan het einde van de dag benauwd en zakt op een afgelegen plek in elkaar.
Seizoen 23
Elise is ervan overtuigd dat Delphine een vuil spel speelt, maar wanneer ze de confrontatie met haar aangaat loopt het fout. In een schermutseling komt Elise ten val. Louise is echter getuige van het hele voorval en moet rennen voor haar leven, voordat Delphine haar te pakken krijgt. Intussen vindt de modeshow van Vérobello plaats, waar de familie verrast wordt van de plotse verschijning van June. Tijdens de modeshow duikt ook iemand op die zichzelf uitgeeft als Thomas Feyaerts.
Seizoen 24
June en Stan beramen al weken een plan om Peter voorgoed uit te schakelen. Net voordat hij een presentatie zal geven, proberen ze hem in de val te lokken. Cédric ligt in een coma in het ziekenhuis. Veronique krijgt daar een tweede shock te verwerken, als blijkt dat ze zwanger is. Marie-Rose en Mathias hebben hun zoveelste ruzie. Hij zoekt troost bij Trudy, maar wordt tijdens het vrijen betrapt door Marie-Rose. Op een onbekend strand wandelt de dood gewaande Bart Van den Bossche voorbij.
Seizoen 25
June speelt al maanden een smerig spel om de Van den Bossches en hun bedrijf definitief kapot te krijgen. De familie gaat de strijd aan om haar te ontmaskeren en krijgt hierdoor enkele schokkende tegenslagen te verwerken. Enkelen onder hun besluiten het heft in eigen handen te nemen. Er ontstaat een vuurgevecht bij Fashion. Bij het binnenkomen van een onbekende persoon, stuit deze op het levenloze lichaam van June, die duidelijk werd vermoord met een schot. De dader is onbekend.
Seizoen 26
Simon heeft Stefanie ontvoerd wanneer ze hem op het spoor komen dreigt hij haar te vermoorden. Veronique trouwt met Mathias, maar twijfelt om de stap te zetten omdat ze ook gevoelens heeft voor Lars. Na een passionele nacht met Lars lijkt Veronique dan toch klaar om met Mathias te trouwen. Voor aanvang van de plechtigheid vraagt Lars haar om samen met de noorderzon te verdwijnen en zo samen een nieuw leven te beginnen. Opnieuw gaat ze aan het twijfelen. Kiest ze voor Lars of toch voor Mathias?
Seizoen 27
Evy gaat de ultieme confrontatie met Stan aan, wanneer Maarten haar achterna komt dreigt de situatie uit de hand te lopen. Emma verliest de pedalen als blijkt dat ze zowel Mila als Milou kan verliezen. Ze slaat met hen op de vlucht, maar wanneer ze even niet oplet verdwijnt Milou in een vijver. Tijdens het zoeken komt ook Emma plots niet meer boven. Een dronken Veronique en Amélie maken ruzie na een avondje stappen. Als Veronique enkele uren later ontwaakt uit haar roes, hangt ze vol bloed met een mes naast zich. Het bloed verspreidt zich doorheen de rest van het huis. In de keuken stuit ze plots op een neergestoken Amélie.
Seizoen 28
Marie voelt zich in het nauw gedreven nu Iris erin geslaagd is haar zoon, Kasper, te ontvoeren. Wanneer ze samen met Mathias de confrontatie aangaat met Lars en Veronique, ontstaat er een schermutseling waarbij Marie in een ravijn naar beneden stort. Stefanie is te weten gekomen dat haar nieuwe vriend, Elias, de pyromaan is die haar korps al weken in de ban houdt. Ze achtervolgt hem, maar wordt neergeslagen en vastgebonden. Hij dreigt ermee haar en een verlaten loods in brand te steken. In Namibië lijkt het tot een gewelddadige confrontatie te komen tussen Guido en Emma.
Seizoen 29
Het is de verjaardag van Quinten, hijzelf ziet echter geen reden om het te vieren zonder Hannah. Alfons wil bewijzen dat hij een liedje volledig uit zijn hoofd kan zingen. Het verloopt eerst wat stroef, maar krijgt al snel de hulp van Benny, Vanessa, Patrick en Jenny. Cédric twijfelt nog steeds of hij meegaat met Lars en zijn moeder naar Singapore en hakt de knoop door. De nieuwe escorte, Zoë heeft een afspraakje met inspecteur De Pelsmaeker achter de rug en houdt er een blauw oog aan over. Guido en Stefanie hebben een moeilijk gesprek. Quinten dreigt terug in oude gewoontes te hervallen en drinkt een glas whiskey in één keer leeg. Amelie sluipt 's nachts stiekem de loft van Jonas binnen en ontdekt dat hij gezelschap heeft gekregen van Stefanie.
Seizoen 30
De Fjutr-awards worden uitgereikt en ook Quinten gaat zijn marathon rijden. Stefanie is nog steeds vermist, Jonas denkt dat Simon meer weet en heeft hem hierdoor opgesloten in een container. Wanneer ze terug opduikt, weet hij niet meer wat te doen. Iris en Peter hebben een belangrijke afspraak in het ziekenhuis, maar Iris besluit om het kindje toch te houden. Zowel Brigitte als Lars maken ruzie met Raven, hij is de situatie even beu en vertrekt. Niet ver van zijn woonplaats wordt hij opgeschrikt door een oude bekende, die hem vraagt waar 'het geld' is. Lars is er 100 % zeker van dat Wolff en Bos gaat winnen, wanneer uiteindelijk CoBrew - het bedrijf van Peter en Mathias - wint, verlaat hij vroegtijdig de uitreiking. Hij is er zeker van dat er iets niets klopt. Quinten kan zijn marathon vlekkeloos uitrijden en dat komt vooral door Hannah en Gaston. Hannah toont haar gevoelens voor hem en samen delen ze een kus, die in goede aarde valt. Het noodlot slaat echter toe, wanneer Quinten zich niet goed voelt en in elkaar zakt. Stefanie beseft dat Jonas zich wel erg raar gedraagt en vind een route van de haven op zijn gsm. Ze neemt deze en kan zo Simon vinden, maar ook Jonas maakt er zijn opwachting. Lars is kwaad en wil zo snel mogelijk terug vertrekken, maar wordt meegenomen door onbekenden...
Seizoen 31
Zjef wordt in een radiostudio verwacht met de intentie om meer reclame te maken als de zogenaamde appelman. Doordat Rudi hierdoor negatief in de media is verschenen en het imago van Wolff en Boss een enorme deuk heeft gekregen, besluit hij zich te verontschuldigen. Benny maakt zich klaar voor zijn huwelijksaanzoek zodat Samira en haar kinderen bij hem kunnen blijven wonen. Met de hulp van Vanessa, Alfons en Emiel lijkt het goed te komen totdat hij te horen krijgt dat Brahim in het ziekenhuis ligt met een gebroken schouder. Hannah heeft iedereen opgetrommeld om de thuiskomst van Quinten te vieren. Quinten laat echter lang niets horen en Jelle merkt dat zijn vliegtuig al lang geland moet zijn. Hann krijgt later een telefoon met slecht nieuws, Quinten is nog altijd in Singapore. Hij is opgepakt nadat ze drugs in zijn rolstoel hebben gevonden. Niko probeert de brokken te lijmen tussen hem en Mieke, maar die wil niet luisteren. Wanneer hij later te horen krijgt dat Sam toch geen bokspartner heeft, besluit hij de ring in te stappen. Er vallen rake klappen en wanneer Niko valt, komt hij niet meer recht. Lars spreekt af met de minnaar van Veronique en komt er zo achter dat het om zijn halfbroer Koen blijkt te gaan, er ontstaan verschillende schermutselingen. Na een wilde achtervolging tussen de broers en Veronique, verliest die laatste de controle over het stuur en belandt ze in het kanaal...
Seizoen 32
Mieke ontdekt dat Niko wel degelijk de vader is van Sams ongeboren kind. De maat is dan ook vol voor haar en zet ze beiden aan de deur. De blunder die Vanessa beging blijkt grote gevolgen te hebben, ze geeft hierdoor haar ontslag bij CoBrew. Jamila zegt opnieuw een date met Jelle af omdat ze opeens voor Ilja moet zorgen, ook online afspreken lukt niet meer wanneer Jamila plots een nieuwe mode-opdracht krijgt. Het radio-optreden van Raven en Jill is een succes en ze gaan dat samen vieren op café. Louise is razend op Raven omdat hij niets meer van zich laat horen en hij ook opeens niet bereikbaar is. Cédric en Yoko helpen Jan en Katrien met de graafwerken, maar Katrien laat zien wie ze echt is, de gevaarlijke Elena Rieser. Ze verdooft hen alle drie om haar plan in werking te laten treden. Mieke wil dat - ondanks alles - Sam nog steeds het contract naleeft en het kind aan haar afstaat. Het mondt uit in een gewelddadige confrontatie. Lars en Veronique willen zichzelf aangeven bij de politie, maar moeten hun afspraak annuleren na een onheilspellend bericht van Elena. Lars gaat er alleen op af, terwijl Veronique eerst nog op zoek moet gaan naar een ketting van Koen. Wanneer ze later bij Elena aankomt, wordt duidelijk dat die de ketting allang had. Nadat Veronique alles opbiecht over Koens dood, laat Elena zien hoe ze haar tijd heeft ingevuld. Ze heeft Lars en Cédric levend begraven uit wraak, ze kan slechts één iemand redden. Een radeloze Veronique begint te graven naar Cédric, maar treft Yoko aan. Elena geeft toe dat ze hem en Lars samen in één kist heeft gelegd en dat deze vol water loopt. Het wordt voor Veronique een race tegen de klok om beiden te redden...
Seizoen 33
De familie Van den Bossche kijkt uit naar hun familiereünie. Wat niemand echter weet, is dat ook Bert Van den Bossche terug is en van plan is om de hele familie op te blazen tijdens de reünie. Als onderdeel van zijn plan heeft hij een gezichtstransplantatie ondergaan en gaat nu door het leven als Joris Nuyens, waardoor niemand weet wie hij werkelijk is. Hij begint een relatie met Mieke, die volledig onbewust is van zijn ware identiteit en motieven, zodat hij mee aanwezig kan zijn op het feest om zijn plan uit te voeren. Verder blijkt dat Louise eigenlijk niet de dochter is van Peter, maar van Bert/Joris. Naast Bert en Louise's moeder Trudy is hier nooit iemand van op de hoogte geweest. Joris wil zijn dochter graag sparen en wil haar daarom dan ook koste wat het kost weghouden van de familiereünie. Door wat verdeeldheid te zaaien in de familie, lijkt Joris hier in eerste instantie in te slagen. Enkele dagen voor de reünie was hij ook nog genoodzaakt om Leen te vermoorden nadat ze door een stom toeval Joris' ware identiteit ontdekte. Joris slaagt er in om haar lichaam verborgen te houden voor Mieke wanneer ze bij hem langs komt op de dag van de reünie. Tijdens de reünie lijkt Joris even te twijfelen, maar zet uiteindelijk toch door. Hij begint te speechen en begint te vertellen over de slechte ervaringen met zijn familie. Net voor hij wil onthullen wie hij werkelijk is en zijn explosieven wil laten ontploffen, duikt Louise echter toch nog op. Joris deactiveert de explosieven en improviseert door gauw Mieke ten huwelijk te vragen, met de bedoeling om tijdens het huwelijksfeest zijn plan opnieuw te proberen. In een flashforward naar 3 januari 2025 (de datum van de midseizoensfinale van seizoen 34), is te zien hoe Mieke in een trouwjurk en helemaal bebloed neervalt.

### Midseizoensfinales
In de kerstvakantie wordt er sinds het 26ste seizoen, bij de 25ste verjaardag van de soap, elk jaar een midseizoensfinale uitgezonden. Deze is een dubbelaflevering en is te vergelijken met een seizoensfinale. Het enige verschil is dat de reeks niet stopt en gewoon doorloopt de week erna. Doorgaans is de midseizoensfinale dan ook iets minder spannend en dramatisch dan een seizoensfinale.
Seizoen 26
De bomma wordt 90 jaar en daarom zakt de hele familie af naar het landhuis van Lars in Kalmthout. Lars en Veronique hebben al een paar weken een affaire en wanneer ze bijna betrapt worden, denkt Veronique dat Mathias misschien iets door heeft. Daarom vraagt ze hem in het bijzijn van de hele familie en Lars ten huwelijk. Ook Jan en Viv hebben al een tijdje een affaire en aangezien Viv de catering verzorgt op het feest, kunnen de twee zich dan ook niet inhouden. Ondertussen vraagt Linda zich af waar Jan heel de tijd uithangt. Simon wordt volledig verstoten door de familie en hij verschijnt zonder uitnodiging op het feest. Hij wil de bomma vergiftigen, maar Niko kan hem nog net op tijd tegenhouden. Niet veel later voert hij zijn plan toch uit. Tijdens het feest duikt ook Bart plots op, waarvan iedereen dacht dat hij dood was. Wanneer iedereen klinkt op de familie, valt de bomma bewusteloos neer.
Seizoen 27
De kist van Guido Van den Bossche wordt opgegraven om een DNA-staal te kunnen nemen, maar blijkt leeg te zijn. Inmiddels brengt Guido Van den Bossche een bezoek aan zijn broer Jan die in het ziekenhuis ligt en daar een ziekenhuisbacterie heeft opgelopen. Guido vertelt dat hij zich vereerd voelt dat Jan zijn zoon naar hem genoemd heeft en belooft Jan om later terug te komen om te vertellen waar hij al die jaren is geweest, maar dat hij eerst beter moet worden. De bomma is overtuigd dat Guido nog leeft, maar de meeste overige familieleden denken dat Jan hallucineert.
Ondertussen trekken Peter en Amélie op onderzoek uit om te achterhalen wat er met het lichaam van Guido is gebeurd. Veronique wordt afgeperst door begrafenisondernemer De Gendt, die destijds blijkbaar heeft geholpen om de begrafenis van Guido in scène te zetten. Hij dreigt ermee zijn verhaal aan Peter te vertellen als hij geen €25.000 van haar krijgt. Peter en Amélie overtuigen inmiddels inspecteur De Laet om inzage te krijgen in het dossier van Guido Van den Bossche en stellen vast dat er een bladzijde uit het autopsierapport ontbreekt. Amélie ontdekt dat de procureur die verantwoordelijk was voor het autopsierapport van Guido kort na de feiten werd ontslagen. Het zou gaan om Vincent Missotten, de opvolger van Guido Van den Bossche bij VDB Electronics. Veronique roept de hulp in van haar ex, Herwig Verleyen. Herwig brengt een bezoekje aan De Gendt waar hij gezien wordt door Peter en Amélie. Hierdoor komt Peter er achter dat Veronique iets voor hem verzwijgt. Nadat Peter haar hiermee confronteert, haast Veronique zich naar De Gendt en treft daar Herwig aan. Er ontstaat een discussie en Herwig wijst Veronique erop dat zij hem de opdracht heeft gegeven en dat zij haar vader dood wilde.
Seizoen 28
Het proces van Veronique komt in een stroomversnelling wanneer nieuwe getuigen zich aanbieden omtrent de bewuste avond in juni. Lars verzet intussen hemel en aard om de onschuld van Veronique te bewijzen, hij krijgt intussen de hulp van Hannah die op de hoogte is van de gebeurtenissen. Marie krijgt het benauwd wanneer ze het lichaam van de vermiste Evy vinden in een bos en slaat op de vlucht. Lars komt intussen de echte waarheid te weten en haast zich naar de rechtszaal - daar begint Marie-Rose aan haar getuigenis over Veronique net op dat moment stormt Lars de zaal binnen en wijst Marie-Rose aan als de dader van de steekpartij op Amélie. Marie-Rose barst in tranen uit en kan niet anders dan bekennen.
Seizoen 29
Lars en Mathias strijden al een tijd om de liefde van Veronique. Lars komt te weten dat Mathias hiervoor een vuil spel speelt om Lars bij haar zwart te maken. Intussen heeft Mathias ook een smerig plan opgezet om Niko's brouwerij te kopen. Niko is hier kapot van en dreigt weg te zakken in een depressie. Als Niko later een ongeval krijgt dat lijkt op een zelfmoordpoging, is ook bij Mieke de maat vol. Ze wil afrekenen met Mathias. Ook Lars vindt dat Mathias een stap te ver is gegaan en bedenkt een plan. Hij belt Mathias op en wil een deal sluiten. Lars bezit nog steeds het wapen waarmee Marie enkele maanden geleden werd neergeschoten door Mathias. Hij wil dat Mathias uit het leven van de familie verdwijnt, als hij dat niet doet geeft hij Mathias aan bij de politie. Ze spreken af bij Fashion - later die avond doet Robyn als security agente haar ronde in het gebouw. Ze ziet Mathias nog binnen komen en gaat verder aan het werk. Wanneer ze de verdieping met de kantoren van Fashion betreedt is ze getuige van een schot in Lars' kantoor. Maar wie heeft wie neergeschoten?
Seizoen 30
Doordat George Benny en Viv blijft lastigvallen, duiken ze onder op hotel. Wanneer Amelie voor de zoveelste keer het café smerig achterlaat, is voor Jonas de maat vol en belt hij hiervoor naar Mathias. Op Wolff en Bos zijn ze eindelijk tot een besluit gekomen. Lars wordt opnieuw CEO, Veronique wordt terug creatief directeur en Brigitte wordt terug financieel directeur. Cédric en Raven krijgen beiden 1% aandelen. Cédric wil niets met Raven te maken hebben en ook Mieke voelt zich niet goed bij de herschikking. Hannah en Quinten hebben eindelijk een gesprek over hun toekomst. Het gesprek draait echter anders uit dan gehoopt voor Quinten. Hannah maakt hem duidelijk dat er nooit nog iets zal gebeuren tussen hen. Ook blijft ze Tony verdedigen en gaat ze er niet mee akkoord dat hij een psychopaat is. Hierdoor wil Quinten niet dat Hannah Gaston nog te zien krijgt, hij wil dat ze eerst volledig geneest. George slaagt erin om Viv te vinden in het hotel en wil terug met haar herbeginnen. Viv betuigt haar liefde aan Benny, maar hij maakt haar duidelijk dat de timing slecht gekozen is en dat hij tijd wil. Het gesprek tussen Hannah en Quinten werpt zijn vruchten af. Hannah belt naar de gevangenis waar Tony opgesloten is en Quinten krijgt terug de drang om naar de fles te grijpen. Tijdens de zoveelste confrontatie tussen Jonas en Amelie, krijgt Amelie hevige pijnscheuten en zakt ze in elkaar in een vol café...
Seizoen 31
De hele familie is aanwezig op het trouwfeest van Lars en Veronique. Ook Leon De Bodt maakt onaangekondigd zijn entree. Hij vertelt Lars dat hij verdwijnt en dat ze elkaar nooit meer zullen terugzien. Ook Cedric merkt de aanwezigheid van De Bodt op waardoor het tot een gevecht komt met Raven. Veronique kiest de kant van Raven, waarna Cedric het trouwfeest verlaat. Later op de avond wordt ook de 95ste verjaardag van de Bomma gevierd met knallend vuurwerk. Iris, die op doktersvoorschrift enkel naar het avondfeest mocht komen, overtuigt Marie-Rose mee te gaan en zich eindelijk met haar dochter te verzoenen. Onderweg krijgt de hoogzwangere Iris echter een flauwte in de wagen en verliest de controle over het stuur. De auto belandt tegen een boom. Iris overleeft de klap niet, maar haar kindje met Peter kan nog gered worden. Peter krijgt op het trouwfeest een verschrikkelijke telefoon...
Seizoen 32
Lars wilt alles op alles zetten om Veronique te bevrijden uit de klauwen van Koen en zet samen met Mathias, Benny en Brigitte een bevrijdingsplan op poten. Alles is tot in de puntjes voorbereid, maar ze krijgen al gauw te maken met problemen. Quinten besluit Hanne de waarheid te vertellen over Singapore en het aandeel van Raymond in dat verhaal. Raymond zelf wacht echter nog steeds op geld van Quinten en breekt samen met hem in, in het kantoor van CoBrew. Daar probeert Quinten zo lang mogelijk alles te rekken, omdat hij de politie hier al anoniem over getipt heeft. Hanne en Gaston duiken gedurende die tijd onder bij Thibaut. Brahim vindt de brief van Samira, waarin staat dat Kalid niet zijn echte vader is. Hij is razend op haar en verhuist naar het studentenhuis. Benny probeert de gemoederen te bedaren, maar vangt bot. Wanneer Eva Finn komt ophalen, is Finn spoorloos verdwenen. Rudi verwittigt Mieke en die komt er achter dat haar autodeur nog openstaat en Finn op die manier met haar is meegegaan. Hanne en Quinten komen er op dezelfde moment achter dat Thibaut de zoon is van Raymond. Die wilt moeder en zoon niet laten gaan en Raymond komt erachter dat Quinten de politie heeft ingelicht. Hanne en Gaston weten uiteindelijk te ontsnappen. Quinten is ten einde raad en duwt Raymond onder een aankomende auto. Wanneer Lars eindelijk in de loft geraakt, is hij getuige van een heftige discussie tussen Koen en Veronique waarbij zij hem neerslaat met haar laptop. Koen blijft roerloos liggen op de grond...
Seizoen 33
Jelle leeft al meer dan een week ondergedoken omdat hij al een langere tijd samenwerkt met de politie om de bende van Daniel te kunnen pakken. Hij geeft zijn adres aan Jamila zodat ze elkaar kunnen zien, maar hierdoor krijgt Benny verschillende vermoedens. Louise wil nog een laatste keer oefenen met Brahim, maar wordt gekwetst door zijn afstandelijk gedrag. Ze ontdekt dat hij geen contact meer heeft met Liesje en besluit hierdoor niet meer naar het galabal te gaan. Hanne houdt de gespannen sfeer tussen haar en Niko niet langer vol en wil opnieuw verhuizen. Het lukt haar echter niet om Niko te vergeten waardoor ze blijft. Ook tussen Louise en Brahim begint een romance wanneer ze samen het tangonummer dansen in de Jan en Alleman. Wanneer Jamila moet liegen over haar ontmoeting met Jelle, besluit Benny om het huis van Jelle in de gaten te houden. Hij zet meteen de achtervolging in, wanneer Jelle naar het station gaat voor zijn ontmoeting met Daniel. Die wil liever ergens anders afspreken en hierdoor denkt Benny dat de twee proberen te vluchten waardoor de hele operatie van de politie in de war wordt gebracht. Daniel blijkt gewapend te zijn en ontdekt, door de tussenkomst van Benny, dat hij in de val wordt gelokt. Hij gaat ervandoor met de auto van Samira terwijl Jamila er nog steeds inzit. Het komt tot een aanvaring waarbij Daniel dreigt om Jamila neer te schieten. Benny kan zijn stiefdochter in veiligheid brengen, maar wordt zelf geraakt...
Seizoen 34
Faroud maakt zich zorgen om Zjef, die al enkele dagen verdwenen is en verdenkt Joris van samen te werken met Bert. Lars gelooft hem niet, dus zoekt Faroud zelf naar bewijs, zonder succes. Stefanie biecht haar fouten op aan Sandra, die geraakt is en probeert om de band tussen Benny en zijn dochter te herstellen. Brigitte is nieuwsgierig naar Marcels optreden. Als hij haar ziet in het publiek, raakt hij van slag. Sandra’s woorden maken indruk op Benny en hij spreek af met zijn dochter. Net wanneer Stefanie vertrekt, wordt ze aangereden door een auto. Brigitte zet haar trots opzij, zingt een nummer op het podium van Marcel en brengt hem zo terug, tot applaus van het publiek. Intussen hangt er een dreiging over het huwelijk van Mieke en Joris door Bert. Louise voelt zich slecht na een wilde nacht, maar raakt toch nog op tijd op het feest. Lars blijft achterdochtig en vindt een verdacht adres op de GSM van Joris. Faroud bevrijdt Zjef daar, die onthult dat Joris en Bert dezelfde persoon zijn en er explosieven in de feestzaal liggen. Joris lokt Louise het bos in met een smoes. Hij bekent haar alles en geeft haar zijn wapen: hij is haar biologische vader en wil dat ze hem doodschiet, anders brengt hij de feestzaal tot ontploffing. Louise schiet hem neer, maar is te laat om de bom te deactiveren. Dankzij een alarmerend telefoontje van Zjef aan Rudi, kan de familie nog vluchten. Mieke is echter compleet in shock en blijft alleen achter. Wanneer Zjef haar gaat zoeken, ontploft de bom...

### Webisodes
Sinds 2015 lanceerde VTM al verschillende webseries, die exclusief online te volgen zijn. Elke aflevering duurt gemiddeld 2 à 3 minuten. In 2020 stopt Familie al enkele maanden vroeger door de wereldwijde Coronapandemie, om de leegte op te vullen kwam er 't Zit In De Familie, een aflevering hiervan duurt echter 5 minuten of langer.
- De Zaak Bart (zomer 2015, 36 afleveringen): in de reeks wordt duidelijk waarom Bart zijn dood in scène zette nadat hij in aanraking kwam met de Italiaanse maffiafamilie Gallo.

- Nieuw Leven (herfst 2015, 17 afleveringen): over de veranderingen in het leven van Guido en Emma door haar zwangerschap en de geboorte van Mila.

- Niko Op De Vlucht (zomer 2016, 35 afleveringen): na de moord op June in de seizoensfinale is Niko een van de hoofdverdachten. Hij probeert uit de handen van de politie te blijven.

- Jacht op Guido & Emma (zomer 2017, 35 afleveringen): op vakantie in de Ardennen worden Guido en Emma opgejaagd door een handlanger van Ronald, die door Guido's toedoen in de gevangenis belandde.

- Loft Lars (winter 2017, 10 afleveringen): Lars wordt samen met zijn onenightstand Marthe opgesloten in zijn loft en komt in een spelletje psychologische oorlogsvoering terecht.

- Tour de Zjef (zomer 2018, 35 afleveringen):  Zjef maakt een roadtrip samen met zijn vader Pierre en zijn grote liefde Rudi.

- Koorts (winter 2018-2019, 9 afleveringen): Marie heeft last van ijldromen waarin Evy opduikt, die ze enkele weken eerder vermoord heeft.

- Spoorloos (zomer 2019, 36 afleveringen): 1988; Veronique helpt Lars om zijn babyzusje Amélie terug te vinden.

- Gestrikt (winter 2019, 7 afleveringen): Wat een romantisch kerstweekend moet worden voor Rudi en Zjef, draait uit in een gijzeling door niemand minder dan de Kerstman.

- 't Zit In De Familie  (lente-zomer 2020, 17 afleveringen): Elke aflevering overloopt een Familie-acteur/actrice enkele hoogtepunten uit de geschiedenis van Familie. De soap bestaat bijna 29 jaar wanneer deze webserie verschijnt.

- Het Geheim van Raven (zomer 2021, 9 afleveringen): 2019; Raven en zijn twee beste vrienden Britt en Arnold gaan op kanotocht met alle gevolgen van dien.

- De Grote Familiequiz (winter 2021, 14 afleveringen): Elke dag wordt een andere acteur uit Familie uitgedaagd door een fan. Zo wordt er dan bepaald wie het meeste weet over de langstlopende soap.

- Raven en Louise In Het Nauw (zomer 2022, 9 afleveringen): Raven en Louise gaan voor het eerst samen op vakantie. De trip mondt echter al snel uit in een ware nachtmerrie.

- Brahim & Jelle: Onbreekbare Vriendschap? (zomer 2023, 10 afleveringen): Brahim moet op het huis letten van een bekende regisseur en nodigt Jelle uit, met alle gevolgen van dien.

- Het ware gelaat van Joris (zomer 2024, 9 afleveringen): Wat gebeurde er allemaal met Bert Van den Bossche vooraleer hij transformeerde naar Joris Nuyens?

- Familegeheimen: Rube & Paul (zomer 2025, 9 afleveringen): 2022; Rube Verdonck gaat op zoek naar antwoorden omtrent zijn biologische vader.

## Boeken
De boeken draaien meestal rond één personage in één verhaallijn. De boeken geven meer informatie over zaken die niet op het scherm te zien waren. Het is de bedoeling dat er 4 publicaties per jaar verschijnen.
- Gevangen: april 2021 - door Nico De Braeckeleer
- Dwaalspoor: mei 2021 - door Nico De Braeckeleer
- Alter Ego: september 2021 - door Petra Pardon
- Beloofd: november 2021 - door Petra Pardon
- Mijn leven: mei 2022 - door Nico De Braeckeleer
- Weerwraak: oktober 2022 - door Nico De Braeckeleer

In 1997 verscheen eenmalig een leesboek over de serie. Dit boek had als titel "De ontvoering".

## Geboortes
| Seizoen | Kind                      | Ouders                                                     |
| ------- | ------------------------- | ---------------------------------------------------------- |
| 4       | Pierrot Van den Bossche   | Rita Van den Bossche en † Dirk Cockelaere                  |
| 6       | † Leen Van den Bossche    | Jan Van den Bossche en Nele Van Winckel                    |
| 7       | Hannah Van den Bossche    | Bart Van den Bossche en † Brenda Vermeir                   |
| 12      | † Lennert De Waele        | Mieke Van den Bossche en † Marc De Waele                   |
| 13      | Guido Van den Bossche     | Jan Van den Bossche en Linda Desmedt                       |
| 14      | Dieuwke Mitsides          | Els d'Hollander en † Andreas Mitsides                      |
| 14      | Louise Van den Bossche    | † Peter Van den Bossche en Trudy Tack de Rixart de Waremme |
| 14      | Cédric Van de Caveye      | Veronique Van den Bossche en Mario Van de Caveye           |
| 14      | Berre d'Hollander         | René d'Hollander en Heidi Janssens                         |
| 15      | Jelle Van den Bossche     | Bart Van den Bossche en † Brenda Vermeir                   |
| 17      | † Ruben Mariën            | Suzy Mariën en Elke Baertsoen                              |
| 19      | † Michaël Van den Bossche | † Bert Van den Bossche en Lisa Deruyter                    |
| 22      | Arthur Van den Bossche    | † Leen Van den Bossche en Jake Humphrey                    |
| 25      | Mila Van den Bossche      | Guido Van den Bossche en Emma Verdonck                     |
| 25      | † Alex Hermans            | Maarten Van den Bossche en † Evy Hermans                   |
| 28      | † Kasper Van de Caveye    | Cédric Van de Caveye en † Marie Devlieger                  |
| 30      | Gaston Van den Bossche    | Hannah Van den Bossche en Quinten Godderis                 |
| 31      | Victor Van den Bossche    | † Peter Van den Bossche en † Iris Massant                  |
| 34      | Bobbie De Wulf            | Lars De Wulf en Stefanie Coppens                           |

## Huwelijken
| Seizoen | Aflevering      | Koppel                                                     | Status                                                | Kinderen                                          |
| ------- | --------------- | ---------------------------------------------------------- | ----------------------------------------------------- | ------------------------------------------------- |
| 2       | Aflevering 190  | † Marleen Van den Bossche en † Ben Van der Venne           | Ontbonden door Marleen's dood                         | Lovely Van der Venne                              |
| 2       | Aflevering 246  | Anna Dierckx en Albert Thielens                            | Getrouwd                                              |                                                   |
| 4       | Aflevering 531  | † Herman De Bie en Ingrid Van den Heuvel                   | Ontbonden door Herman's dood                          |                                                   |
| 4       | Aflevering 531  | Veronique Van den Bossche en † Giancarlo Parducci          | Gescheiden                                            |                                                   |
| 4       | Aflevering 699  | Jan Van den Bossche en Nele Van Winckel                    | Gescheiden                                            | † Leen Van den Bossche en Maarten Van den Bossche |
| 5       | Aflevering 759  | † François Van den Bossche en † Mia Dondeyne               | Getrouwd tot hun dood                                 |                                                   |
| 5       | Aflevering 874  | † Monique Stevens en † Didier De Kunst                     | Gescheiden                                            |                                                   |
| 6       | Aflevering 1208 | † Guido Van den Bossche en Els d'Hollander                 | Ontbonden door Guido's dood                           |                                                   |
| 7 en 14 |                 | Bart Van den Bossche en † Brenda Vermeir                   | Gescheiden, hertrouwd, ontbonden door Brenda's dood   | Hannah Van den Bossche en Jelle Van den Bossche   |
| 8       |                 | Rita Van den Bossche en † Rob Gerrits                      | Gescheiden                                            |                                                   |
| 9       | Aflevering 1902 | † Peter Van den Bossche en † Femke Maeterlinck             | Ontbonden door Femke's dood                           |                                                   |
| 11      |                 | † Monique Stevens en Guy Maeterlinck                       | Ontbonden door Monique's dood                         |                                                   |
| 11      |                 | Jan Van den Bossche en Linda Desmedt                       | Gescheiden                                            | Guido Van den Bossche                             |
| 11      |                 | † Walter Dierckx en † Carine Wattez                        | Ontbonden door Carine's dood                          | Kobe Dierckx                                      |
| 11      | Aflevering 2421 | Els d'Hollander en † Jo Berrevoets                         | Ontbonden door Jo's dood                              |                                                   |
| 12      |                 | Guy Maeterlinck en † Annemarie Govaert                     | Ontbonden door Annemarie's dood                       |                                                   |
| 13      |                 | Mieke Van den Bossche en † Marc De Waele                   | Ontbonden door Marc's dood                            | † Lennert De Waele                                |
| 13      |                 | René d'Hollander en Heidi Janssens                         | Getrouwd                                              | Berre d'Hollander                                 |
| 13      |                 | † Peter Van den Bossche en Trudy Tack de Rixart de Waremme | Gescheiden                                            | Louise Van den Bossche                            |
| 14      |                 | † Gustaaf Janssens en Isabelle Solie                       | Ontbonden door Gustaaf's dood                         |                                                   |
| 14      |                 | Els d'Hollander en † Andreas Mitsides                      | Ontbonden door Andreas' dood                          | Dieuwke Mitsides                                  |
| 15      | Aflevering 3375 | Veronique Van den Bossche en Mario Van de Caveye           | Gescheiden                                            | Cédric Van de Caveye                              |
| 16      | Aflevering 3516 | Mieke Van den Bossche en † Wim Veugelen                    | Gescheiden                                            |                                                   |
| 16      |                 | † Bert Van den Bossche en Cixi Lao Tsai                    | Gescheiden                                            |                                                   |
| 20      | Aflevering 4403 | † Peter Van den Bossche en † June Van Damme                | Gescheiden                                            |                                                   |
| 22      | Aflevering 5000 | † Marie-Rose De Putter en Mathias Moelaert                 | Gescheiden                                            |                                                   |
| 23      | Aflevering 5205 | † Dirk Cockelaere en Nathalie De Bie                       | Ontbonden door Dirk's dood                            | Gail Cockelaere en Justin Cockelaere              |
| 24      | Aflevering 5410 | Mieke Van den Bossche en Niko Schuurmans                   | Gescheiden                                            |                                                   |
| 24      | Aflevering 5510 | † Thomas Van den Bossche en Stefanie Coppens               | Ontbonden door Thomas' dood                           |                                                   |
| 26      | Aflevering 5988 | Rudi Verbiest en Zjef De Mulder                            | Gescheiden                                            |                                                   |
| 27      | Aflevering 5989 | Veronique Van den Bossche en Mathias Moelaert              | Gescheiden                                            |                                                   |
| 30      | Aflevering 6648 | Patrick Pauwels en Jenny Versteven                         | Getrouwd                                              |                                                   |
| 31      | Aflevering 6917 | Veronique Van den Bossche en Lars De Wulf                  | Gescheiden                                            |                                                   |
| 32      | Aflevering 7198 | Benny Coppens en Samira Jibrell                            | Getrouwd                                              |                                                   |
| 33      | Aflevering 7303 | Mathias Moelaert en Vanessa Mariën                         | Getrouwd                                              |                                                   |
| 34      | Aflevering 7572 | Mieke Van den Bossche en † Joris Nuyens                    | Ontbonden door Joris' dood en nadien nietig verklaard |                                                   |

## Begingeneriek

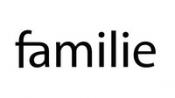
Logo tot november 2014

Er werden reeds meerdere intro's gebruikt voor Familie. In de eerste 9 seizoenen zong actrice Jacky Lafon het introlied. De stijl van de intro veranderde echter al eens sterk bij de tijdsprong in 1997. Van het 10de tot het 15de seizoen en van het 16de tot het 18de seizoen zong Koen Wauters twee verschillende intronummers. In september 2009 werd de vijfde versie van de intro in gebruik genomen, ingezongen door Charlotte Therssen. Het ging hier om een Nederlandstalige cover van The Show van Lenka.
Vanaf augustus 2011 werd er een nieuwe intro gebruikt. Voor de titelsong werd opnieuw een cover gekozen, deze keer ingezongen door Idool 2011-finaliste Maureen Vanherberghen. Het gaat hier om een Nederlandstalige versie van Stay The Night van James Blunt. Op 14 november 2014 werd de generiek gewijzigd. De titelsong bleef dezelfde maar werd deze keer ingezongen door Mikaël Ophoff en Eva De Geyter (twee deelnemers van The Voice van Vlaanderen). De beelden werden gewijzigd en de generiek kreeg sindsdien een winterversie en een zomerversie.
Op 6 november 2017 werd de generiek volledig opgefrist, met ook een nieuwe titelsong: Hemel voor ons twee van Stan Van Samang. De titelsong die vanaf 4 november 2019 gebruikt wordt, werd geschreven door Miguel Wiels en Niels Destadsbader en wordt gezongen door Destadsbader.
Op 29 augustus 2022 werd de generiek voor de tiende keer aangepast met Kleur van Camille als nieuwe titelsong.

### Overzicht
| Seizoen | Jaar       | Zang                          |
| ------- | ---------- | ----------------------------- |
| S1-S9   | 1991-2000  | Jacky Lafon                   |
| S10-S15 | 2000-2006  | Koen Wauters                  |
| S16-S18 | 2006-2009  | Koen Wauters                  |
| S19-S20 | 2009-2011  | Charlotte Therssen            |
| S21-S23 | 2011-2014  | Maureen Vanherberghen         |
| S24-S26 | 2014-2017  | Mikaël Ophoff en Eva De Geyte |
| S26-S28 | 2017-2019  | Stan Van Samang               |
| S29-S31 | 2019-2022  | Niels Destadsbader            |
| S32-... | 2022-heden | Camille                       |

## Tijdsprongen
Tweemaal heeft de verhaallijn van Familie een sprong van een aantal jaren gemaakt: op 6 januari 1997 vond een tijdsprong van zeven jaar plaats en op 4 september 2006 een tijdsprong van drie jaar.

## Trivia
- In 2006 vond het Familie Feest, ook wel de Familiedag genoemd, plaats in het Wijnegem Shopping Center. Circa 80000 trouwe fans konden tijdens dit feest de acteurs in levenden lijve ontmoeten.
- Op RTL werd ooit een Franse versie van Familie uitgezonden. In Affaires de Famille maakte de kijker kennis met de familie Du Bosc.